# بستریتسا
بستریتسا (به لاتین: Bistritsa) یک منطقهٔ مسکونی در بلغارستان است که در شهرستان دوپنیتسا واقع شده‌است.